# Invia
Invia.cz, a.s. je cestovní agentura. Specializuje se na prodej dovolených na internetu. Pod současným názvem působí od roku 2004. Patří do skupiny European Bridge Travel, která za rok 2020 vykázala ztrátu ve výši jedné miliardy korun. Největším akcionářem skupiny European Bridge Travel je společnost Rainbow Wisdom Investments sídlící v Hongkongu.

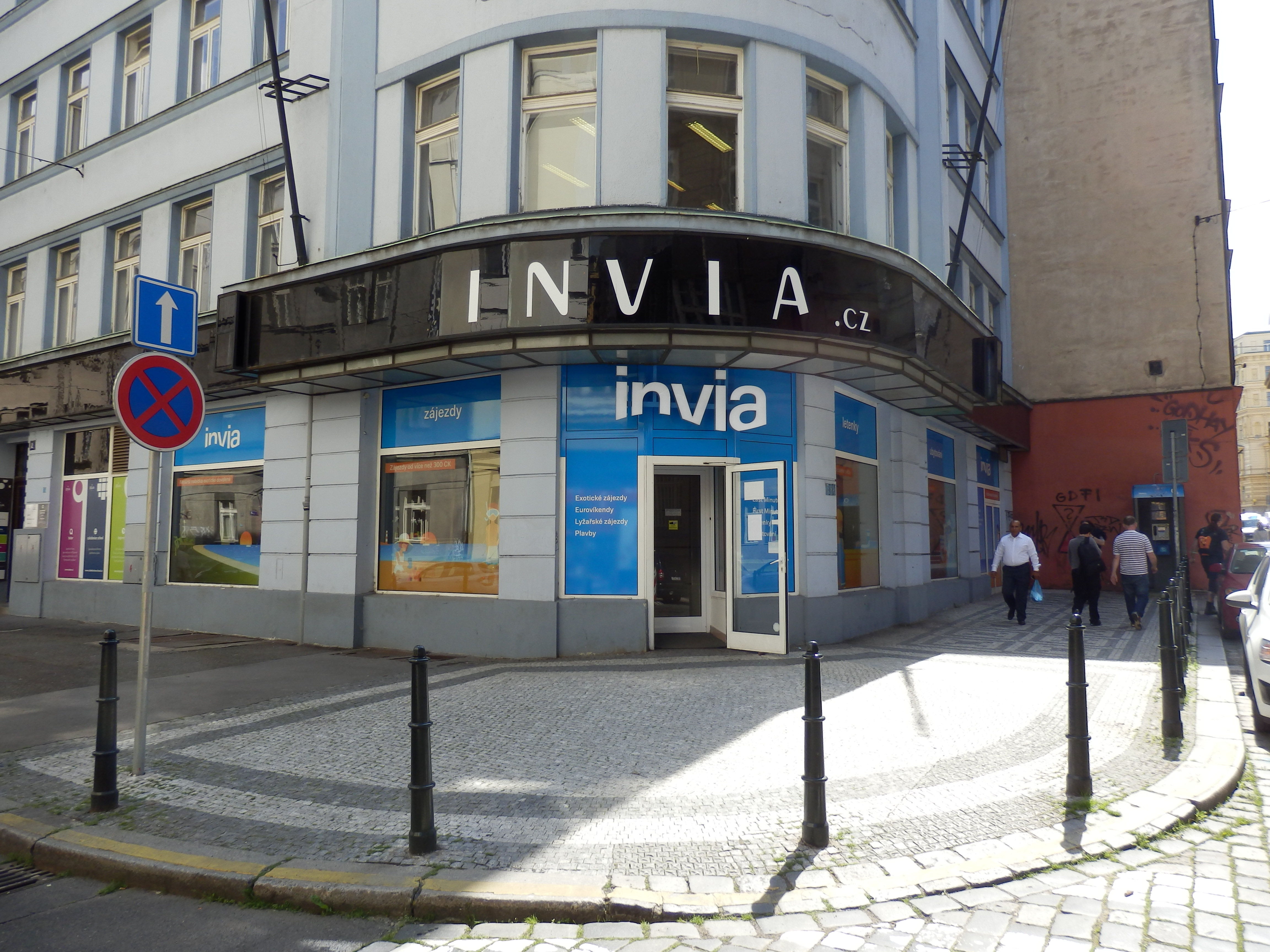
Pražská pobočka Invia.

## O společnosti
Agentura je největším[kdy?] internetovým prodejcem dovolených v České republice. Založena byla v roce 2002, do roku 2004 nesla název MojeDovolená.cz. Prodává zájezdy více než 300 cestovních kanceláří působících na českém a slovenském trhu. V roce 2014 prodala 260 tisíc zájezdů.
Cestovní agentura Invia poskytuje celistvou nabídku služeb z oblasti cestovního ruchu v České republice a v zahraničí. Prodává pobyty u moře, v horách, v lázních, plavby, ubytování, sestavuje recenze hotelů, zajišťuje cestovní pojištění, vyřízení víz, právní pomoc, prodej vstupenek na kulturní a sportovní události, rezervaci vozu v autopůjčovně. Kromě turistů a cestovatelů se společnost zaměřuje i na provozovatele webových stránek, kterým nabízí affiliate (partnerský) program, a na majitele cestovních agentur.

## Historie společnosti
- 2001 Spuštěna první verze internetových stránek projektu MojeDovolená.cz[10]
- 2002 Založena společnost MojeDovolená.cz
- 2004 Přejmenování společnosti na Invia.cz
- 2004 Vstup švýcarského investora Centralway Holding AG (nyní investiční fond Internet Travel Holding AG)[11]
- 2006 Vzniká pobočka na Slovensku.[12]
- 2007 Vzniká pobočka v Polsku.[13]
- 2008 Vzniká pobočka v Maďarsku.[13]
- 2008 Vzniká pobočka v Rumunsku.[14]
- 2008 Majoritním vlastníkem společnosti se stává investiční fond MCI.TechVentures z polské finanční skupiny MCI Management SA[15]
- 2009 Invia se stala majitelem společností NetTravel.cz a Lastminute.sk, s.r.o.[16]
- 2010 Přeměna právní formy na akciovou společnost a fúze se společností Net Travel.cz, s.r.o.
- 2011 Společnost se stává akcionářem společnosti Travelplanet.pl S.A.
- 2013 Agentura kupuje podíl ve společnosti SHLD Limited na Kypru, která vlastní společnost Travelata.ru[17]
- 2014 Otevřena 100. franšíza v České republice.[18]
- 2015 Společnost ukončuje působení na ruském trhu.
- 2016 Novým vlastníkem se za dvě miliardy korun stala společnost European Bridge Travel ze skupiny Rockaway Capital řízené Jakubem Havrlantem.[19] Transakci financovala čínská skupina CEFC řízená Jie Ťien-mingem,[20] smlouva jí umožňovala získat v EBT podíl 50-90 %.[21]
- 2016 Vedení Invia se stěhuje na Kavčí Hory v Praze
- 2017 Vzniká cestovní kancelář Invia International a. s.
- 2017 Invia otevírá největší pobočku v Praze na Václavském náměstí
- 2018 Otevřena pobočka v Hradci Králové
- 2019 Největším akcionářem European Bridge Travel se stala čínská skupina CITIC s podílem 60 %[22]
- 2022 Rockaway podala na CITIC dvě žaloby na částku přesahující 3 miliardy korun[23]
- 2025 Novým vlastníkem Invia Group (všech entit Invia.cz, Invia.sk,….) se stala polská investiční skupina WP - Wirtualna Polska, která mimo jiné vlastní největší cestovní agenturu v Polsku - wakacje.pl

### Invia.cz v číslech
|                                                        | 2004          | 2005          | 2006                 | 2007                 | 2008          | 2009         | 2010          | 2011   | 2012   | 2013          | 2014   | 2015   | 2016   | 2017   | 2018  |
| ------------------------------------------------------ | ------------- | ------------- | -------------------- | -------------------- | ------------- | ------------ | ------------- | ------ | ------ | ------------- | ------ | ------ | ------ | ------ | ----- |
| Čistý zisk (mil. Kč)                                   | -9            | 2             | 4                    | 8                    | 19            | 17           | 20            | 21     | 44     | 40            | 63     | 72     | 80     | 121    | 121   |
| Hodnota prodaných zájezdů a ostatních služeb (mil. Kč) | 320           | 605           | 870                  | 1 030                | 1500          | 1430         | 1600          | 1 822  | 2 150  | 2 596         | 3 450  | 4 260  | 4435   | 5750   | 6804  |
| Zaměstnanci (vč. DPP)                                  | 64            | 75            | 110                  | 255                  | 125           | 107          | 93            | 90     | 100    | 279           | 307    | 328    | 229    | 346    | 358   |
| Vlastní kapitál (mil. Kč)                              | 2             | 4             | 9                    | 17                   | 29            | 33           | 22            | 48     | 111    | 68            | 110    | 206    | 274    | 404    | 461   |
| Reference                                              | [ 24 ] [ 25 ] | [ 26 ] [ 27 ] | [ 28 ] [ 29 ] [ 30 ] | [ 31 ] [ 32 ] [ 33 ] | [ 34 ] [ 35 ] | [ 36 ] [ 9 ] | [ 37 ] [ 38 ] | [ 39 ] | [ 40 ] | [ 41 ] [ 38 ] | [ 42 ] | [ 43 ] | [ 44 ] | [ 45 ] | [ 1 ] |

## Ocenění
Za dobu svého působení na českém trhu získala Invia.cz několik ocenění.

### Deloitte Technology Fast 50
V žebříčku Technology Fast 50 CE společnosti Deloitte CE, který hodnotí růst obratu za poslední tři roky, obsadila Invia.cz, a.s. v roce 2006 3. místo v rámci střední Evropy v kategorii Rising Stars s výsledkem 828 % a stala se tak nejvýše umístěnou českou firmou v této kategorii. V roce 2008 skončila 8. v pořadí s výsledkem 2001 % a v roce 2009 dosáhla na 18. místo, když její růst představoval 686 %. 

### Web Top 100
V roce 2008 se Invia.cz, a.s. stala absolutním vítězem v oborovém žebříčku WebTop100 v kategorii Obchod a služby. Soutěž porovnává webové prezentace firem působících v České republice.

### TTG Travel Awards
TTG Travel Awards je soutěž pořádaná novinami Travel Trade Gazzete. Uděluje ceny za kvalitu v cestovním ruchu. Invia.cz, a.s. v roce 2013 získala 1. místo v kategorii Nejlepší on-line prodejce a 3. místo v kategorii Nejlepší prodejce letenek. V roce 2014 se umístila na 1. příčce v kategorii Nejlepší on-line prodejce. 

### Českých 100 nejlepších
Celonárodní soutěž Českých 100 nejlepších oceňuje firmy, podniky a společnosti registrované v České republice za jejich ekonomické aktivity. V oborové kategorii Cestovní ruch a hotelnictví se za rok 2014 umístila také Invia.cz, a.s.